# Brnjavac
Brnjavac is een plaats in de gemeente Gvozd in de Kroatische provincie Sisak-Moslavina. De plaats telt 87 inwoners (2001).